# Речица (Думиничский район)
Речица — деревня в Думиничском районе Калужской области.

## История
Деревня Речица образовалась, по разным предположениям, или в середине XVI века, во время устройства Козельской засечной черты, или вскоре после ремонта засеки, проведенного в 1638 году. Населённый пункт впервые упоминается в 1782 году, в экономических примечаниях к атласу Калужского наместничества. Она относилась к приходу храма в селе Дубровка, расположенного на расстоянии 6 километров.
В соседнем — Козельском уезде была ещё одна деревня с названием Речица (в настоящее время — Ульяновский район), находившаяся восточнее, на расстоянии 30 вёрст, которая документально упоминается впервые в начале XVII века.
Думиничская Речица до начала 18 в. входила в Дудинскую дворцовую волость. С 1721 по 1815 деревня находилась во владении рода Брюсов. В 1832 речицким помещиком числится Алексей Гаврилович Королев. В 1851 — Александра Ивановна Карышева, жена жиздринского предводителя дворянства Александра Фёдоровича Карышева (род. 1819, ум. в 1870-е), за которой в 1860 в сельце были 61 двор, 289 крестьян и 26 человек дворовых мужского пола. Она же, уже как вдова надворного советника, числится владелицей поместья в 1882 (771 десятина) вместе с сыном Александром Александровичем, у которого было 830 десятин.
С 1861 Речица — в составе Будской волости Жиздринского уезда. По списку населённых мест 1859 в сельце числилось: 78 дворов, 616 душ обоего пола, заводы винокуренный и сыроваренный (коров кормили бардой, остававшейся от производства спирта). В 1870-х открылась земская школа. В 1878 г. — 106 дворов, 636 жителей, школа, сыроварня, постоялый двор.
В 1894 году мещовский дворянин Владимир Денисович Коссаковский построил в Речице завод огнеупорного кирпича. Сырьём служила глина, которую добывали рядом с деревней ещё с 1880-х гг (1892 г. — 20 тыс. пудов). Кирпич поставлялся в основном на предприятия Мальцовского промышленного округа.
Сначала производство составляло 4 тыс. руб. при трёх рабочих. Но уже в 1912 г. предприятие выработало продукции на 36 тыс. рублей при 88 рабочих. В собственности Коссаковского находилось 847 десятин земли, у него была скотоводческая (молочная) ферма. Другим крупным помещиком был Н. В. Дмитриев. На 1909 имел 1492 десятин земли.
С основанием кирпичного завода население Речицы стало расти: если по переписи 1897 г. в деревне числилось 905 человек, то на 1.01.1913 — 1122.
После революции Речицкие огнеупорно-керамиковые заводы Коссаковского и Штокмана (Бруно-Людовиг Оттонович Штокман) были национализированы. Летом 1922 завод производил 75 тыс. шт. кирпича в месяц. Полтора года, до весны 1925, находился на консервации, потом вновь запущен. В июне 1925 выпустил 150 тысяч шт. кирпича, огнеупорность повысилась с 1400 до 1800 градусов.
В годы I пятилетки (1929—1933) завод был полностью реконструирован, глину для него стали добывать на новом месторождении (с 1932) — бывшая Мальцово-Самаринская дача, где вырос пос. Марьинский.
В 1930 организован колхоз, который до 1950 назывался «Красный молот».
В 1936 открылась средняя школа — четвёртая в районе.
В 1940 в Речице насчитывалось 385 дворов: это больше, чем в районном центре (п. Думиничи). Завод в последний предвоенный год произвел 13 тыс. тонн огнеупоров. Главный глиняный карьер находился возле п. Марьинский.
Через несколько месяцев после начала войны Думиничский район был занят немцами (5 октября 1941 г.). Жестокие бои шли в январе — феврале 1942-го, после начала контрнаступления наших войск. 10 января Речицу освободили в первый раз, но через 10 дней её вновь заняли фашисты.
1 февраля 1942 года, наступая на Будские Выселки, фашисты погнали впереди своих войск мирных жителей деревни Речицы. Погибло 7 человек, в том числе четверо детей. За несколько дней до этого, захватив Речицу, солдаты вермахта расстреляли большую группу мирных жителей — стариков и подростков, заподозрив их в связи с партизанами.
О Речицкой трагедии рассказали многие советские газеты, о ней сняли документальный фильм, сценарий которого написал Сергей Михалков — «Сын бойца» (Боевой киносборник № 12, 1942 год.). Известный художник Петр Кривоногов отразил те события в своей картине «Зверства в Речице».
Во время боев 1942—1943 гг. Речица была полностью разрушена.
После войны кирпичный завод перенесли в п. Марьинский. В 1961 завод закрыли. Население в Речице стало уменьшаться (в 1970 г. составляло около 200 человек). Местный колхоз в феврале 1954 объединился с Дубровкой и Будскими выселками, назывался до 1957 им. Маленкова, затем «Путь Ленина». В 1958 «развелся» с Дубровкой и объединился с Клинцами (до 1959). В 1961 присоединился к дубровскому колхозу «Путь к коммунизму».
Речицкий сельсовет существовал до 1954, когда был присоединен к Дубровскому с/с. В него входили Речица, поселки Марьинский завод, Колчевка и Красногорье.
В 1969 из колхозов Дубровки и Буды создан совхоз «Паликовский». В Речице была совхозная молочно-товарная ферма, на которой в конце 1970-х содержалось 180 коров. В 1984 Речицкую бригаду передали совхозу «Думиничский», который под разными названиями просуществовал до 2003.
Сейчас в Речице нет никакого производства. Карьер по добыче глины, работавший в 2004—2008 гг., закрыт. Всё постоянное население деревни составляет несколько семей (в 2007 — 10 человек). Часть сельхозугодий бывшей Речицкой бригады обрабатывается фермерами.
Но речицкий кирпич и сейчас верно служит людям: из него сложены десятки тысяч печей в российских деревнях.